# Scylaticus cuthbertsoni
Scylaticus cuthbertsoni är en tvåvingeart som beskrevs av Jason Gilbert Hayden Londt 1992. Scylaticus cuthbertsoni ingår i släktet Scylaticus och familjen rovflugor.
Artens utbredningsområde är Zimbabwe. Inga underarter finns listade i Catalogue of Life.